# Провулок Сотника Савінського
Прову́лок Сотника Савінського  — провулок у Богунському районі Житомира. Названий на честь українського військовика, хорунжого, сотника гарматної батареї Леоніда Савінського.

## Розташування
Розташований в центральній частині міста, у Старому місті. 
З'єднує вулиці Юрка Тютюнника та Лесі Українки в напрямку на північний схід, паралельно до Пивоварного провулку.
Місцевість, де пролягає вулиця відома також як Коденка. Русло річки Коденки перетинає провулок в підземних трубопроводах.

## Історія

### Історія назви
До 19 лютого 2016 року мав назву «провулок Войкова».
Згідно з розпорядженням Житомирського міського голови від 19 лютого 2016 року № 112 «Про перейменування топонімічних об'єктів та демонтаж пам'ятних знаків у м. Житомирі» був перейменований на провулок Сотника Савінського.

### Історія формування провулка
Початок провулка, між нинішньою вулицею Юрка Тютюнника та руслом річки Коденки сформувався на початку ХХ століття. Переважна частина провулка та його забудова формувалася після Другої світової війни. Станом на 1968 рік провулок та його забудова сформовані.